# Аксельссон, Нильс
Нильс Аксельссон (швед. Nils Axelsson; 18 января 1906[…], Raus church parish — 18 января 1989, Хельсингборг, Мальмёхус) — шведский футболист, защитник. Один из лучших защитников в истории шведского футбола.

## Карьера
Во взрослом футболе дебютировал выступлениями за шведский клуб «Хельсингборг», цвета которого защищал в течение всей своей карьеры. Бо́льшую часть времени, проведенного в составе «Хельсингборга», был основным защитником команды.
Умер 18 января 1989 года на 83-м году жизни.

## Выступление за сборную
В составе сборной был участником чемпионата мира 1934 года в Италии и Летних Олимпийских игр 1936 в Берлине. Участник первого матча сборной на «мундиале» 27 мая 1934 года против сборной Аргентины.

## Достижения
- Чемпион Швеции: 1928/29, 1929/30, 1932/33, 1933/34, 1940/41
- Вице-чемпион Швеции: 1927/28
- Обладатель Кубка Швеции: 1941